# Anolis maculigula
Anolis maculigula е вид влечуго от семейство Dactyloidae. Видът е световно застрашен, със статут Уязвим.

## Разпространение
Разпространен е в Колумбия.